# SWR New Jazz Meeting/Line-ups
Diese Liste dokumentiert die SWR New Jazz Meetings und ihre Besetzungen seit 1966 (einschließlich der Vorgängerveranstaltung Free Jazz Meeting Baden-Baden).

## Liste der Treffen
| Jahr | Treffen | Anmerkungen |
| ---- | --- | --- |
| 1966 | Free Jazz Meeting Baden-Baden 1966, mit Manfred Schoof (tp), Albert Mangelsdorff (tb), Eje Thelin (tb), Rolf Kühn (cl), Barney Wilen (sax), Bent Jædig (sax), Alexander von Schlippenbach (p), Joachim Kühn (p), Karl Berger (vib), Buschi Niebergall (b), J. F. Jenny-Clark (b), Palle Danielsson (b), Jaki Liebezeit (dr), Aldo Romano (dr) | 13.–15. Dezember 1966 |
| 1967 | Free Jazz Meeting Baden-Baden 1967, mit Manfred Schoof (tp), Don Cherry (cor), Albert Mangelsdorff (tb), Peter Brötzmann (as, ts), Evan Parker (ss, ts), Marion Brown (as), Gunter Hampel (vib), Fred Van Hove (p), Irène Schweizer (p), Peter Kowald (b), Buschi Niebergall (b), Uli Trepte (b), John Stevens (dr), Pierre Courbois (dr), Sven-Åke Johansson (dr), Mani Neumaier (dr, tabla), Jeanne Lee (voc). | 16.–18. Dezember 1967. Veröffentlicht auf Tonträger wurde zunächst alleine I Dig It, You Dig It von Don Cherry und Albert Mangelsdorff auf dem Album Albert Mangelsdorff and His Friends (MPS 68.068). Erst 2018 erschien das Album Free Jazz Meeting Baden-Baden ’67 mit vier weiteren Titeln. In der Diskographie von John Stevens werden weitere Titel und Konstellationen aufgeführt; dort wird als Teilnehmer noch François Tusques genannt.          |
| 1968 | Free Jazz Meeting Baden-Baden 1968, mit Albert Mangelsdorff (tb), Willem Breuker (cl), Wolfgang Dauner (p, ring modulator, synth), Karl Berger (vib), Peter Brötzmann (ts) sowie vermutlich Don Cherry (tp), Maffy Falay (tp), Pharoah Sanders (ts), Bernt Rosengren (ts), Joachim Kühn (p), Sonny Sharrock (git), Arild Andersen (b), Jacques Thollot (dr). | Direkt im Anschluss an das Meeting nahmen Albert Mangelsdorff und Wolfgang Dauner My Kind of Beauty für das Album Albert Mangelsdorff and His Friends (MPS 68.068) auf. |
| 1969 | Free Jazz Meeting Baden-Baden 1969, mit Kenny Wheeler (flhn), Hugh Steinmetz (tp), Lester Bowie (tp), Eje Thelin (tb), Albert Mangelsdorff (tb), Roscoe Mitchell (ss, as, fl), John Surman (ss, bar), Joseph Jarman (as, voc), Willem Breuker (ts, cl), Bernt Rosengren (ts, fl, oboe), Alan Skidmore (ts), Gerd Dudek (ts, fl), Heinz Sauer (ts), Terje Rypdal (g), Dave Burrell (p, celeste), Leo Cuypers (p, prep-p), Palle Danielsson (b), Barre Phillips (b), Arjen Gorter (b), Steve McCall (dr), Tony Oxley (dr, perc), Claude Delcloo (dr), Karin Krog (voc, p).                                               | 12.–14. Dezember 1969 Teilveröffentlichung unter dem Titel Baden-Baden Free Jazz Orchestra conducted by Lester Bowie – Gittin’ to Know Y'All, MPS (MPS 15068) |
| 1970 | Free Jazz Meeting 1970 Baden-Baden, mit Don Cherry (tp, fl), Manfred Schoof (tp), Tomasz Stańko (tp), Paul Rutherford (tb), Albert Mangelsdorff (tb), Steve Lacy (ss), John Tchicai (ss, as), Trevor Watts (as), Willem Breuker (ts, as, cl), Peter Brötzmann (ts), John Surman (bar), Derek Bailey (git), Gunter Hampel (vib, bcl), Joachim Kühn (p, as), Irène Aebi (vl, voc), Dave Holland (b, clo), Barre Phillips (b), Johnny Dyani (b, clo), Peter Warren (b), John Stevens (dr, perc, cornet), Han Bennink (dr, perc, dhung), Stu Martin (dr), Pierre Favre (dr, perc), Karin Krog (voc), Norma Winstone (voc). | 7.–12. Dezember 1970. |
| 1971 | Free Jazz Meeting Baden-Baden 1971 mit Herbert Joos (tp, flhn), Mark Charig (tp, flhn), Maffy Falay (tp, flhn), Malcolm Griffiths (tb), Nick Evans (tb), Elton Dean (ss, saxello), Alan Skidmore (ss, ts), Dudu Pukwana (as, saxello), Karlheinz Wiberny (as, ts, bar), Michel Pilz (bcl), Terje Rypdal (git), Chris McGregor (p, el-p), Burton Greene (el-p, p, prepared p), Barre Phillips (b, perc), Adelhard Roidinger (b), Roy Babbington (b), Ron Mathewson (b), Stu Martin (d), Alan Jackson (dr), Okay Temiz (dr, perc).                                                                                       | 15.–18. Dezember 1971, Baden-Baden, Südwestfunk-Studios, Abschlusskonzert in Freiburg |
| 1972 | – | Ausgefallen, da wegen der Beteiligung des SWF an dem von Behrendt geleiteten Jazzfestival der Olympischen Spiele in München keine finanziellen Mittel bereitstanden. |
| 1973 | New Jazz Meeting Baden-Baden, mit Mongezi Feza (tp), Uli Beckerhoff (tp), Albert Mangelsdorff (tp), Charlie Mariano (as), Dieter Scherf (as), Perry Robinson (cl), Zbigniew Seifert (vln), Bobby Jones (ts), Toto Blanke (git), Philip Catherine (git), Jasper van’t Hof (keyb), Dave MacRae (keyb), Wolfgang Dauner (keyb), Chris McGregor (keyb), Peter Trunk (b), J. F. Jenny-Clark (b), Palle Danielsson (b), Edward Vesala (dr), Okay Temiz (perc), John Marshall (dr), Norma Winstone (voc). | Baden-Baden, Südwestfunk-Studios, Dezember 1973, Konzert: 7. Dezember 1973, Mainz, Kurfürstliches Schloss mit Ansagen von Joachim E. Berendt. Ein Titel („Angel Wings“ von Catherine) im Sextett um Zbigniew Seifert wurde auf dessen CD Live Recordings 1973 & 1976 (2021) veröffentlicht. |
| 1974 | New Jazz Meeting Baden-Baden 1974 – Jazztrack Besetzung: „Jazztrack“: Uli Beckerhoff (tp), Wolfgang Engstfeld (sax), Michel Herr (e-p), Sigi Busch (b), Heinrich Hock (dr) und die Gäste: Hannibal Marvin Peterson (tp), Manfred Schoof (tp), Bernt Rosengren (sax), Knut Riisnæs (sax), Eje Thelin (tb), Siegfried Kessler (p), Chris Laurence (b), Kasper Winding (dr), Tom van der Geld (vib) | Workshop: 3.–5. Dezember 1974, SWR Baden-Baden, UKO, Studio; Konzert: 6. Dezember 1974, Mainz, Kurfürstliches Schloss. Redaktion: Joachim Ernst Berendt. |
| 1975 | New Jazz Meeting Baden-Baden – 10 Years Globe Unity Orchestra mit Manfred Schoof (tp), Kenny Wheeler (tp), Peter Brötzmann (reeds), Rüdiger Carl (as, ts), Evan Parker (ss, ts), Gerd Dudek (ss, ts, fl), Michel Pilz (bcl), Günter Christmann (tb), Albert Mangelsdorff (tb), Paul Rutherford (tb), Alexander von Schlippenbach (p), Peter Kowald (b, tu), Buschi Niebergall (b), Paul Lovens (dr) (+ Guests: Anthony Braxton (as, cl) und Enrico Rava (tp)). | Studioaufnahmen in Baden-Baden vom 25.–27. November 1975. Abschlusskonzert Kurfürstliches Schloss Mainz: 28. November 1975. Teilveröffentlichungen Jahrmarkt/Local Fair (pt/jwd) sowie Pearls & Baden-Baden '75 FMP |
| 1976 | New Jazz Meeting Baden-Baden, mit Michael Mantler (tp), Albert Mangelsdorff (tb), Roswell Rudd (tb), Bob Stewart (tuba), Gary Windo (ts), Urs Leimgruber (ss, ts), Carla Bley (p), Wolfgang Dauner (p, synth), Christy Doran (git), Hugh Hopper (el-b), Bo Stief (b, el-b), Aldo Romano (dr), Edward Vesala (dr, conga). | unveröffentlichte Liveaufnahmen aus Mainz (25. November 1976, Studiosession in Baden-Baden, November 1976; Abschlusskonzert Kurfürstliches Schloss Main 25. November 1976) zwei Stücke veröffentlicht auf Gary Windo His Master’s Bones (Cuneiform Records). Im Zentrum standen C. Bley und M. Mantler, die auch die weiteren Musiker benannten; statt C. Doran sollte eigentlich Toto Blanke mitwirken, der aber erkrankte und kurzfristig ersetzt wurde. |
| 1977 | New Jazz Meeting Baden-Baden 1977, mit Tomasz Stańko (tp), Albert Mangelsdorff (tb), Johnny Griffin (ts), John Surman (ss, bar, synth), Attila Zoller (git), Stan Tracey (p), Barre Phillips (b), Motoharu Yoshizawa (b), Stu Martin (dr), Karin Krog (voc). | Baden-Baden, 27.–30. November 1977, Abschlusskonzert Kurfürstliches Schloss Mainz 1. Dezember 1977; im Zentrum stand die Gruppe MUMPS, zu der sich damals A. Mangelsdorff, S. Martin, B. Phillips und J. Surman zusammengeschlossen hatten, die die weiteren Musiker benannten. |
| 1978 | New Jazz Meeting Baden-Baden 1978 Kenny Wheeler (tp, flhn), Enrico Rava (tp), Ack van Rooyen (tp, flhn); Tomasz Stańko (tp), Manfred Schoof (tp, flhn), Michel Pilz (bcl); Tom van der Geld (vib), Rainer Brüninghaus (p, el-p, synth), Günter Lenz (b), Bo Stief (b, el-b), Fredy Studer (dr), Ralf Hübner (dr), Joachim-Ernst Berendt/Werner Wunderlich (Ansagen) | Dezember 1978, Südwestfunk-Studios, Baden-Baden |
| 1979 | New Jazz Meeting Baden-Baden – Clarinet Summit, mit Eje Thelin (tb); Theo Jörgensmann (cl); Perry Robinson (cl); John Carter (cl); Ernst-Ludwig Petrowsky (cl, as, fl); Gianluigi Trovesi (bcl, ss, as); Bernd Konrad (cl, bcl, cbcl); Didier Lockwood (vln); Stan Tracey (p); Jean-François Jenny-Clark (b); Kai Kanthak (b); Aldo Romano (d); Günter „Baby“ Sommer (d, perc). | Südwestfunk-Studios, Baden-Baden, Dezember 1979. Teilveröffentlichungen als Clarinet Summit You Better Fly Away (MPS 68251) |
| 1980 | New Jazz Meeting Baden-Baden – String Summit mit Ack van Rooyen (tpt, flh), Wolfgang Dauner (p, el-p, synth), John Blake (vln), Didier Lockwood (vln), Krzesimir Dębski (vln), Abdul Wadud (cello), Harry Pepl (git), Christian Escoudé (git), Barre Phillips (b), Bo Stief (b, el-b), Fredy Studer (d, perc), Pierre Favre (d, perc) | Im Dezember 1980. Teilweise veröffentlicht auf String Summit: One World in Eight (MPS) |
| 1981 | New Jazz Meeting Baden-Baden – We Remember Coltrane mit Tomasz Szukalski, Alan Skidmore, Roman Schwaller, Gerd Dudek, Leszek Zadlo (sax), Tomasz Stańko (tp), Albert Mangelsdorff (tb), Sławomir Kulpowicz (p), Rick Rozie, Mario Castronari (b), Rashied Ali, Janusz Stefański (dr) | November 1981 |
| 1982 | New Jazz Meeting Baden-Baden – Vocal Summit, mit Barre Phillips (b), Joe Chambers (dr), Rainer Brüninghaus (keyb), Lee Rozie (reeds), Werner Pirchner (vib), Bobby McFerrin (voc), Jay Clayton (voc), Jeanne Lee (voc), Lauren Newton (voc), Urszula Dudziak (voc). | Studio Workshop im SWF-Studio in Baden-Baden, 22.–25. November 1982; Abschlusskonzert Kurfürstliches Schloss Mainz, 26. November 1982,. Ein kleiner Teil der Aufnahmen erschien als Sorrow Is Not Forever – Love Is Vocal Summit 1982 bei Moers Music. |
| 1983 | New Jazz Meeting Baden-Baden – Percussion Summit, mit Paquito D’Rivera (ss, as), Johnny Dyani (b), Urszula Dudziak (voc), Günter Baby Sommer (dr, perc), Mark Nauseef (dr, perc), Doug Hammond (dr, perc), Joe Koinzer (dr, perc), Okay Temiz (perc), T.A.S. Mani (perc). | Südwestfunk-Studios, Baden-Baden Dezember 1983. Im Jahr darauf bringt Berendt diesen Percussion Summit auf die Donaueschinger Musiktage. Dort entsteht das gleichnamige Album Percussion Summit (moers music 2056), bei dem noch folgende Musiker mitwirken: John Purcell (sax), Freddie Santiago (perc), R.A. Rajagopal (ghatam), T. Shashikumar (kanjeera).                                                                                              |
| 1984 | New Jazz Meeting Baden-Baden 1984 Hozan Yamamoto (shakuhachi), Charlie Mariano (as, ss), Alfred Harth (ss, ts, bcl), Karl Berger (vib, p, marimba), Juan José Mosalini (band), Krzesimir Dębski (vln), Peter Kowald (b), Barry Altschul (dr), Trilok Gurtu (tabla, dr, perc), Ponda O’Bryan (perc), Ken Johnson (steel-dr, perc). | Abschlusskonzert am 22. November 1984 im Kurfürstlichen Schloss Mainz (Auszüge veröffentlicht als World Music Meeting; Eigelstein ES 2024). |
| 1985 | New Jazz Meeting Baden-Baden 1985 – Anglo-Polish Workshop, mit Robert Majewski (tp), Ken Stubbs (as, ss), Iain Ballamy (ss, ts), Janusz Kowalski (ts), Karol Szymanowski (vib), Wojciech Niedziela (p), Django Bates (p, synth, alto horn), Mick Hutton (b), Darek Oleszkiewicz (b), Krzysztof Zawadzki (dr), Steve Argüelles (dr), Annise Hadeed (steel drum) | Baden-Baden, Südwestfunk-Studios, November 1985 |
| 1986 | New Jazz Meeting Baden-Baden 1986, mit Kenny Wheeler (tp, flhn), Manfred Schoof (tp, flhn), Herbert Joos (tp, flhn), Albert Mangelsdorff (tb), Gerd Dudek (ss, ts), Heinz Sauer (ss, ts), Christof Lauer (ts), Michel Pilz (bcl), Philip Catherine (g), Toto Blanke (g), Karl Berger (vib, melodica), Joachim Kühn (p), Barre Phillips (b), Jean-François Jenny-Clark (b), Daniel Humair (dr), Okay Temiz (dr). Joachim-Ernst Berendt (Ansage); Werner Götze (Ansage). | |
| 1987 | New Jazz Meeting Baden-Baden, mit Carla Bley (keyb, org), Steve Swallow (e-b), Christof Lauer (sax), Mike Mower (sax, fl), Urs Blöchlinger (sax, fl), Jens Winther (tp), Christian Radovan (tb), Rainer Brüninghaus (keyb), Thomas Heidepriem (b), Janusz Stefański (dr), Tom Nicholas (perc). | Workshop: 23.–26. November 1987, Studio 1. Konzert: 27. November 1987, Elzer Hof Mainz |
| 1988 | New Jazz Meeting Baden-Baden 1988, mit Tim Berne (sax), Marc Ducret (git), weitere | November 1988. Ausschnitte als Fernsehfilm von Andrzej Wasylewski |
| 1989 | New Jazz Meeting 1989. Mitwirkende: Charles Tolliver (tp), Thomas Heberer (tp), Hans Sparla (tb), Harvey Wainapel (as, ts, ss), Nigel Hitchcock (as), Johannes Barthelmes (ts, ss), Lajos Dudas (cl), Susanna Lindeborg (p, keyb), Furio Di Castri (b), Vitold Rek (b), Ronnie Burrage (dr), Vladimir Tarasov (dr, electronics, perc). | Workshop in Baden-Baden, Studio 1, UKO, 27. – 30. November 1989. Konzert, Kurfürstliches Schloss in Mainz, 1. Dezember 1989. Redaktion: H. Werner Wunderlich |
| 1990 | New Jazz Meeting 1990 – The Big Tenor Meeting. Mit Kathy Stobart (ts), Scott Hamilton (ts), Sal Nistico (ts), Janusz Muniak (ts), Christian Plattner (ts), Boris Vanderlek (ts), Dusko Goykovich (tp, flh), Barbara Dennerlein (org), Włodzimierz Pawlik (p), František Uhlíř (b), Alex Riel (dr), Wolfgang Haffner (dr) | Workshop: 26. – 28. November 1990, Studio 1. Konzert: 29. November 1990, Großer Saal des Lesevereins in Koblenz. Redaktion: H. Werner Wunderlich |
| 1991 | New Jazz Meeting 1991. Mitwirkende: Carmen Lundy (voc), Rabih Abou-Khalil (oud), Dino Saluzzi (bandoneon), Wolfgang Puschnig (as), Michael Riessler (cl, bcl, sax), Philip Catherine (git), Alfredo Triff (vln), Don Pullen (p), Marc Copland (p), Dieter Ilg (b), Renaud Garcia-Fons (b), Milton Cardona (perc), Robby Ameen (dr), Mark Nauseef (perc), Kip Hanrahan (comp, prod, perc) | Workshop in Baden-Baden, Studio 1, 18.–21. November 1991. Konzert in Mainz, Kurfürstliches Schloss, 22. November 1991. Redaktion: Achim Hebgen. |
| 1992 | New Jazz Meeting 1992. Mit Paolo Fresu (tp, flh), Konrad Bauer (tb), Jerry Bergonzi (ts, ss), Willie Williams (ts, ss), Theo Nabicht (as, ss), Joachim Kühn (p), Rainer Brüninghaus (p, keyb), J. F. Jenny-Clark (b), Palle Danielsson (b), Daniel Humair (dr), Steve Argüelles (dr) | Workshop: 16.–19. November 1992, Studio 1. Konzert: 20. November 1992, Eltzer Hof, Mainz. |
| 1993 | New Jazz Meeting 1993, mit Eric Vloeimans (tp); Arkady Shilkloper (flhn, frhn), Christof Lauer (ss, ts), Howard Levy (harmonica, p), Marco Ambrosini (nickel harp), Rabih Abou-Khalil (oud, bass oud), Jasper van’t Hof (p, org, synth), Michael Bardo Henning (p, acc), Vitold Rek (b), Renaud Garcia-Fons (b), Michael Beard (dr), Nabil Khaiat (frame drum, perc). | Dezember 1993 |
| 1994 | New Jazz Meeting 1994, mit Bruno Tommaso (b, arr), Charlie Mariano (as, ss), Ernie Watts (as, ts), Gianluigi Trovesi (cl, as), Pino Minafra (didjeridoo), Yves Robert (tb), Michel Godard (tu, serpent), Jean-Louis Matinier (acc), Jasper van’t Hof (p, keyb), Karl Berger (vibes, p), Ernst Reijseger (cello), Dieter Ilg (b), Okay Temiz (perc, dm), Rodney Holmes (dm). | Abschlusskonzert im Frankfurter Hof, Mainz, am 2. Dezember 1994 |
| 1995 | SWF New Jazz Meeting 1995, mit Sylvie Courvoisier (p), Mark Nauseef (dr, perc), Marc Ducret (git), Michel Godard (tu), Enrico Rava (tp), Matthias Schubert (ts), Wolfgang Puschnig (as, fl), Linda Sharrock (voc), Thomas Chapin (as, fl), Robbie Ameen (dr), Mark Feldman (v), Tony Overwater (b) | |
| 1996 | SWF New Jazz Meeting 1996. Besetzung: Conny Bauer (tb), Michel Benita (b), Jim Black (dr), Vincent Courtois (clo), Sylvie Courvoisier (p), Joachim Kühn (p), Julien Lourau (sax), Mark Nauseef (dr, perc), Dominique Pifarély (vln), Marcus Rojas (tu), Miroslav Tadić (git), Tomasz Stańko (tp) | Workshop Baden-Baden, Studio 1. 18. – 21. November 1996, Konzert in Mainz, Frankfurter Hof, 22. November 1996. Redaktion: Achim Hebgen. |
| 1997 | SWF New Jazz Meeting 1997, mit Dave Douglas (tp), Markus Stockhausen (tp), Peter Bolte (as), Annie Whitehead (tb), Claudio Puntin (cl), Antoine Hervé (p), Nguyên Lê (git), Renaud Garcia-Fons (b), Dieter Ilg (b), Gerry Hemingway (dr), Ed Thigpen (dr), u. a. | |
| 1998 | SWR New Jazz Meeting 1998, mit Dave Douglas (tp), Louis Sclavis (cl, sax), Rabih Abou-Khalil (oud), Michel Godard (tu, serpent), Vincent Courtois (clo), Mark Feldman (vln), Nabil Khaiat (frame dr), Jim Black (dr). | Nach der Fusion des Südwestfunks mit dem Süddeutschen Rundfunk erstmals vom Südwestrundfunk ausgetragen. |
| 1999 | – | ausgefallen |
| 2000 | SWR New Jazz Meeting 2000, Besetzung: Claudio Puntin (comp, cl, bcl), Steffen Schorn (comp, ts, bar, bass-, contrabass-, subcontrabass-sax, tubax, bcl, bass-fl), Jay Anderson (b), Howard Levy (harm, p), Dirk Mündelein (git), Jovino Neto (p, keyb), Miroslav Tadić (git), Leonice Shinneman (dr, tabla, perc) | Workshop: Baden-Baden, Studio 2, 28. Februar – 2. März 2000. Konzerte: Karlsruhe, Tollhaus, 3. März 2000, Tübingen, Sudhaus, 4. März 2000. Ein Stück aus dem Konzert in Tübingen wurde 2018 veröffentlicht als Teil von Steffen Schorn Cellular Structures (Jazzhaus) |
| 2001 | SWR New Jazz Meeting Baden-Baden 2001: Brazil Choro: A Dedication to Pixinguinha. Mit Paolo Alfonsi (acc-g), Âdemir Candido (acc-g, cavaquinho), Nicolas Krassik (vln, perc), Vincent Courtois (clo), Wolfgang Puschnig (as, fl), Gabriele Mirabassi (cl, bcl), Michel Godard (tu, serpent) | Workshop Baden-Baden, Studio 1, 7. – 10. Mai 2001. Konzert Freitag, 11. Mai 2001, Tollhaus Karlsruhe. Samstag, 12. Mai 2001, Historischer Lesesaal Tübingen. Redaktion: Achim Hebgen. |
| 2002 | SWR New Jazz Meeting 2002, mit Steve Lacy (ss), Wolfgang Reisinger (dr), Peter Herbert (b), Philip Jeck (turntables), Christof Kurzmann (electr), Bernhard Lang (electr), Paulo Álvares (p), Philippe Racine (fl), Marcus Weiss (ss, ts). | Mitschnitte erschienen unter dem Namen von trio × 3 als New Jazz Meeting: Baden-Baden 2002 (Hatology 607) bei HatHut Records und Steve Lacy: New Jazz Meeting Baden-Baden 2002 (hatOLOGY 631; ohne Alvares, Racine, Weiss) |
| 2003 | SWR New Jazz Meeting 2003: Un coup de dés. Mit Daniel Rothman (composition & live-electronics), Kent Clelland (live-electronics), John Edwards (b), Gerry Hemingway (dr), Radu Malfatti (tb), David Smeyers (cl), Yoko Tawada (voc) | Proben: Baden-Baden, SWR Studio 1; Öffentliche Generalprobe: Baden-Baden, SWR Studio 1, 11. Dezember, 2003. Konzerte: Freiburg, E-Werk, 12. Dezember; Tübingen, Sudhaus, 13. Dezember; Karlsruhe, ZKM, 14. Dezember. |
| 2004 | SWR New Jazz Meeting 2004, mit George Lewis (tb, electr, comp) Sequel, mit Ulrich Mueller (git, voc, electr), Siegfried Roessert (b, electr, voc), Miya Masaoka (koto, electr), Kaffe Matthews (viol, electr), DJ Mutamassik (turntables), Jeff Parker (git) und Guillermo E. Brown (dr, perc, electr). | Ab 22. November 2004; Konzerte am 26. November in Karlsruhe (Tollhaus), 27. November (Rottenburg, Zehntscheuer), 28. Dezember (Basel, Gare du Nord). Mitschnitte aus der öffentlichen Generalprobe in Baden-Baden und den Konzerten in Rottenburg und Karlsruhe wurden veröffentlicht als George Lewis Sequel (Intakt Records) |
| 2005 | SWR NEWJazz Meeting 2005, mit Richard Barrett (electr, sampling), Paul Obermeyer (electr, sampling), Phil Minton (voc), Ute Wassermann (voc), John Butcher (ts, ss), Rodney Davis (harp), Wolfgang Mitterer (keyb), Paul Lovens (dr) | Öffentliche Generalprobe: 1. Dezember (Baden-Baden, Günter Eich-Haus, Studio 1). Konzerte: 2. Dezember (Karlsruhe, ZKM), 3. Dezember (Basel, Gare du Nord); 4. Dezember (Stuttgart, Theaterhaus) |
| 2006 | SWR2 NEWJazz Meeting 2006 mit Franz Hautzinger Regenorchester XII mit Christian Fennesz (g, electr), Otomo Yoshihide (g + turntables), Luc Ex (e-b), Tony Buck (dr, perc). | Proben in Baden-Baden (4. Dezember), Auftritte in Stuttgart (8.12.), Basel (9.12.) und Karlsruhe (10.12.). Die Aufnahmen, mitgeschnitten in den SWR Studios Baden-Baden, Hochschule für Musik Stuttgart, Gare du Nord (Basel) und dem Tollhaus Karlsruhe erschienen als Regenorchester XII – Town Down (Red Note, 2008). |
| 2007 | New Jazz Meeting 2007: Clearing Customs, Gastkünstler war in diesem Jahr der britische Komponist und Improvisator Fred Frith, der mit Wu Fei (guzheng), Anantha Krishnan (mridandam + tabla), Marque Gilmore (dr, electr), Tilman Müller (tp), Patrice Scanlon und Daniella Cattivelli (electr) spielte. | Das SWR2 NEWJazz Meeting 2007 mit Fred Frith Clearing Customs in Karlsruhe (30.11.), Saarbrücken (1.12.) und Stuttgart (2.12.) Aufnahmen aus dem Studio in Baden-Baden (29.11.) und vom Auftritt in Saarbrücken erscheinen 2011 als gleichnamiges Album bei Intakt Records. |
| 2008 | SWR NewJazz Meeting 2008: Phantom Orchard Orchestra von Ikue Mori (electr) und Zeena Parkins (e-harp) mit Maja Solveig Kjelstrup (voc, electr), Hild Sofie Tafjord (voc), Sara Parkins (vln), Margaret Parkins (clo), Shayna Dunkelman (dr) | Konzerte im Tollhaus in Karlsruhe am 28. November, in Basel und im Frankfurter Hof in Mainz am 30. November 2008. Das bei den drei Konzerten aufgenommene Album des Phantom Orchard Orchestra erschien unter dem Titel Trouble In Paradise 2012 bei Tzadik. |
| 2009 | SWR NewJazz Meeting 2009: Thymolphtalein unter Leitung des australischen Pianisten Anthony Pateras mit Natasha Anderson (fl), Jérôme Noetinger (electr), Clayton Thomas (b) und Will Guthrie (dr) | u. a. im Gare du Nord, Basel. Pateras veröffentlichte mit dem Quintett Thymolphthalein 2011 das Album Ni maître, Ni marteau mit Aufnahmen aus dem Konzert in Basel vom 15. November 2009. |
| 2010 | NEWJazz Meeting 2010: ‘Beyond’ zeitkratzer vs. Terje Rypdal & Palle Mikkelborg. Mit Reinhold Friedl (musical director, piano), Burkhard Schlothauer (vln), Anton Lukoszevieze (clo), Uli Phillipp (b), Maurice de Martin (perc), Marc Weiser (electronics), Frank Gratkowski (cl, sax), Hild Sofie Tafjord (fr-hn), Hilary Jeffery (trb), Terje Rypdal (git), Palle Mikkelborg (leader, tp) | Workshop Baden-Baden, Studio 1, 31. Oktober – 3. November 2010. Konzert: JazzFest Berlin, 5. November 2010. |
| 2011 | SWR NewJazz Meeting 2011, unter Leitung von Ingrid Laubrock, Saxophone/Komposition, mit Mary Halvorson (git), Tom Arthurs (tp, flhn), Ted Reichman (acc), Liam Noble (p), Ben Davis (clo), Drew Gress (b), Tom Rainey (dr, perc). | Das Konzert des Ingrid Laubrock Octet wurde auf dem Album Zürich Concert – SWR New Jazz Meeting (Intakt Records/harmonia mundi) veröffentlicht und 2014 in die Vierteljahresliste des Preis der Deutschen Schallplattenkritik aufgenommen. |
| 2012 | SWR NEWJazz Meeting 2012: „hübsch acht“ unter Leitung von Carl Ludwig Hübsch (Tuba, Komposition), mit Isabelle Duthoit (cl, voc), Joris Rühl (cl, bcl), Matthias Schubert (ts), Wolter Wierbos (tb), Philip Zoubek (p), Joker Nies (electr), Christian Lillinger (dr). | in Freiburg (öffentliche Generalprobe), Kulturzentrum Alte Feuerwache (Mannheim), Loft (Köln) und Schiffbau (Zürich). Mitschnitte aus den Konzerten in Mannheim und Köln erschienen als Album Metal in Wonderland (Unit Records). |
| 2013 | SWR NEWJazz Meeting 2013: Vincent Peirani „Living Being Extended“; mit Mathias Eick (tp), Leïla Martial (voc), Emile Parisien (ss), Tony Paeleman (p, Fender Rhodes), Julien Herné (e-b), Yoann Serra (dr) | Kulturzentrum Tollhaus, Karlsruhe, 22. November 2013; Sudhaus, Tübingen, 23. November 2013; Frankfurter Hof, Mainz; 24. November 2013; eine Doppel-CD mit Teilen der Konzerte wurde unter dem Titel Living Being Extended veröffentlicht. |
| 2014 | SWR NEWJazz Meeting 2014 – im.pro.vise: Melissa Aldana (sax), Jakob Bro (e-git), Kirk Knuffke (cor), Joe Martin (kb), R. J. Miller (dr), Jacob Sacks (p) | 21. November, Karlsruhe, Tollhaus; 22. November, Tübingen, Sudhaus; 23. November, Mainz, Frankfurter Hof |
| 2015 | SWR NEWJazz Meeting 2015 – Realm of Possibilities mit Fabian Almazan (Piano), Anna Webber (Saxophone, Flöten), Chris Dingman (Vibraphon), Ryan Ferreira (Gitarre), Linda Oh (Bass), Henry Cole (Schlagzeug) | 27. November 2015, Karlsruhe, Tollhaus; 28. November 2015, Tübingen, Sudhaus Tübingen; 29. November 2015, Mainz, Frankfurter Hof Eine Doppel-CD mit Teilen der Konzerte wurde unter dem Titel Realm of Possibilities veröffentlicht. |
| 2016 | SWR NEWJazz Meeting 2016 – Sound Portraits from Contemporary Africa. Mit Kyle Shepherd (p, Kurator), Mthunzi Mvubu (sax), Lionel Loueke (git/voc), Shane Cooper (b), Jonno Sweetman (dr). | 25. November: Alte Feuerwache, Mannheim, 26. November: Sudhaus, Tübingen, 27. November: Tollhaus, Karlsruhe. Eine Doppel-CD mit Teilen der Konzerte wurde unter dem Titel Sound Portraits of Contemporary Africa veröffentlicht. |
| 2017 | SWR NEWJazz Meeting 2017 – Spider’s Egg. Mit Pedro Martins (git, Kurator), Sebastian Gille (ts), David Binney (as), Genevieve Artadi (voc), Frederico Heliodoro (b), Antonio Loureira (dr). | 24. November: Alte Feuerwache, Mannheim, 25. November: Sudhaus, Tübingen, 26. November: Tollhaus, Karlsruhe. Ein Teil der Aufnahmen erschien 2019 als Doppel-CD unter dem Titel Spider’s Egg (SWR Newjazz Meeting 2017) |
| 2018 | SWR NEWJazz Meeting 2018 – On boit Lumumba. Mit Lukas Kranzelbinder (kb, guembri, Kurator), Fiston Mwanza Mujila (narration), Mario Rom (tp), Mona Matbou Riahi (cl), Johannes Schleiermacher (sax), Gregory Dargent (oud) und Dave Smith (dr) | 16. November: Alte Feuerwache, Mannheim, 17. November: Sudhaus, Tübingen, 18. November: Tollhaus, Karlsruhe. 2020 erschien das resultierende Album On boit Lumumba. |
| 2020 | Ab dem Jahr 2020 sollte es laut SWR-Kulturredaktion alle zwei Jahre stattfinden. Dies sollte 2020 Ende November sein, was jedoch wegen der COVID-19-Pandemie in Deutschland und den darauf folgenden Absagen kultureller Veranstaltungen nicht möglich war. | |
| 2021 | SWR NEWJazz Meeting 2021 mit der Vibrafonistin Sasha Berliner (Kuratorin) und Kalia Vandever (Posaune, Electronics), Matt Sewell (Gitarre), Max Gerl (Bass) sowie Michael Ode (Schlagzeug) | 19. November: Tübingen, Sudhaus, 20. November: Karlsruhe, Tollhaus, 21. November: Mannheim, Alte Feuerwache 2023 erschien eine Auswahl der Konzerttitel unter dem Titel Sasha Berliner & Tabula Rasa New Jazz Meeting 2021 auf CD. |
| 2022 | SWR NEWJazz Meeting 2022 mit dem Pianisten Micah Thomas (Kurator) und Adam O’Farrill (Trompete), Kalia Vandever (Posaune), Nicole Glover (Saxophon), Henry Fraser (Bass) sowie Kayvon Gordon (Schlagzeug). | 18. November: Karlsruhe, Tollhaus, 19. November: Tübingen, Sudhaus, 20. November: Mannheim, Alte Feuerwache |
| 2024 | SWR NEWJazz Meeting 2024 mit dem Bassisten Pascal Niggenkemper (Kurator) und Ben LaMar Gay (Kornett), Louis Laurain (Trompete), Mona Matbou Riahi (Klarinette), Joachim Badenhorst (Klarinette), Tizia Zimmermann (Akkordeon), Artemis Vavatsika (Akkordeon), Elisabeth Coudoux (Cello), Jaumes Privat (Spoken Word) | 23. November: Karlsruhe, Tollhaus. |